# ちんちん山児童遊園
ちんちん山児童遊園（ちんちんやまじどうゆうえん）は、東京都北区にある公園であり、戦争遺跡である。ユニークな名前から、メディアで紹介されることがある。

## 概要
明治から昭和にかけて、北区の周辺には多くの軍事関連施設が点在しており、これらの施設は軍用列車で結ばれていた。そして、かつてこの公園のあたりにも軍用列車が通っており、その電車が「ちんちん」と鐘を鳴らしながら盛り土の上を走っていたことから、住民が盛り土を「ちんちん山」と呼んでいたことが、名前の由来となっている。
当時、盛り土の下にはトンネルが通っており、今はトンネルは無くなったが、トンネルの一部は公園内にモニュメントとして残されている。モニュメント上部には東京砲兵工廠のマークが残されている。モニュメントは戦争当時の向きからは変わっている。